# とらいあんぐるハート2 さざなみ女子寮
『とらいあんぐるハート2 さざなみ女子寮』（とらいあんぐるハートツー さざなみじょしりょう）は、ivoryが制作しJANISから1999年7月30日に発売された18禁恋愛アドベンチャーゲーム作品である。
キャッチフレーズは「一緒に暮らして、くれますか?」

## 概要
シリーズ第2作。この作品からフルボイスとなる（女性キャラクターのみ）。
前作と比べると主人公やヒロイン達が暮らす「さざなみ寮」という擬似家族空間を中心に進んでいくことが大きな相違点である。
ゲームは3部構成からなり、このうち第2部にはシリーズで唯一、育成の要素を取り入れた。具体的には、主人公が寮の仕事をこなすたびに、料理・掃除・雑用という3つのパラメータのいずれかが増加する。これらのパラメータはゲームの攻略に一切影響しない。後に『とらいあんぐるハート1・2・3 DVD EDITION』に再録された時には育成の要素は削除された。

## ストーリー
主人公である槙原耕介が、親族が経営している女子寮・さざなみ寮の管理人となってそこで出会う様々な人たちとの交流と恋愛模様を描く。

## 登場人物
※プロフィールは『とらハ2』当時のものである。

### メインキャラクター
槙原 耕介（まきはら こうすけ）
声：浜田登（とらハ2OVA、DVD EDITIONのおまけシナリオ『とらハ外伝2』『とらハ外伝3』）
身長 - 191cm、体重 - 83kg。
主人公。女学生の集まるさざなみ寮管理人代理兼料理人（兼雑用マシーン：真雪談）。190cmを超す長身で、性格も穏やかかつ包容力もあり、多感な世代の寮生に対してのさりげない気配りと、種々雑多で多忙を極める寮の仕事を両立できる大人の男性。性格と能力のバランスが良く、とらハシリーズの主人公のうち最も人気がある。また、歴代主人公で唯一の酒好き。長崎の洋食屋「サフラン」の次男坊で、店の手伝いをして過ごしていたが、店は兄・裕司が継ぐことが決まっていたという立場と料理の腕、また上記の様な性格を見込まれ、旅行するという叔母の神奈に請われてさざなみ寮で管理人代理のバイトをすることになる。女子寮なので、当初は一部の住人に疎まれたものの2週間の奮戦が認められ、神奈の職場放棄の結果、そのまま3代目管理人に昇格する。バイト開始当初は冷たい視線を浴びても将来の独立を考えた時の修行として割り切っていた節もあったが、彼自身の性格もあって代理とは言え神奈以上に受け入れられてしまい、そんな折の神奈の駆け落ち騒ぎは渡りに船と寮生から大歓迎されるまでになっていた。
なお、本人は気付いていないが、ある秘められた特殊能力があり、シナリオによっては薫に見出され戦う力を手にすることもある。祖父が健在だった頃にはたびたび海鳴を訪れており、祖父が養育していた愛とも共に過ごしていた。その頃の耕介は密かに愛に憧れていたが、祖父の逝去後は海鳴を訪れることもなくなり、彼女の事は記憶の底に埋もれてしまう。中学、高校時代はいわゆる不良で荒れた生活を送っており、不良仲間の千堂真由を通じて妹の瞳と知り合いやがて恋に落ちる。しかしある時、瞳を押し倒そうとして、抵抗した彼女に投げ飛ばされ全治二週間の大怪我を負ってしまう。関係が修復されないまま千堂姉妹は海鳴へ転居してしまうが、後の祭りとは言え瞳の心の傷に気付いた耕介が以後猛省したことで上記の様な性格が形成された。不良時代の素養からもともと腕っ節は強かったが、特殊な仕事をしている薫に対する気遣いと自身の運動不足解消を兼ね、剣道としての神咲一刀流を始めたところ、一灯流当代の薫をもはるかに上回る莫大な霊力を持ち合わせていたことが判明。以降は一灯流の修行に切り替え、退魔師として急成長することになる。この神咲一灯流の設定は『とらハ2』ではルート次第の設定であったが、『五月の雪』で薫と共に実戦に出たことで公式に確定した。『とらハ3』の時代も管理人の立場に変わりはない。
槙原 愛（まきはら あい）
声：遊魚静 / 高口まどか（とらハ2OVA）
誕生日 - 3月22日（おひつじ座）、身長 - 162cm、体重 - 44kg、血液型 - A型、スリーサイズ - 91/60/89。
さざなみ寮オーナー。耕介の従姉だが10年ぶりの再会で、彼自身は顔すら忘れていた。大の動物好きで唐沢医大獣医学部所属の大学生。直系の肉親をすべて失い相続により大地主となる。耕介にやや特別な感情を抱いており最初から極めて好意的。おっとりとしたやさしい性格だが、どことなくのほほんとしたのんびり屋で天然の気もある。賑やかな住人にかこまれ楽しくやっているが、天涯孤独の身の上ということもあり、別れの寂しさには敏感。祖父の形見、年代物のMiniを家族のように非常に大事に乗っている。なお、前世がペンギンと言われるほどのペンギン好きだが、そこには運動神経の鈍さを揶揄する一面もある。料理は破滅的なまでに下手で食べられるものは一切作れず、それゆえさざなみ寮では別途、管理人が必要とされている。『とらハ3』関係以外の登場人物では唯一アニメ版なのはにも登場している。
耕介から見ると父方の伯父の子で、二人は法的に結婚が許されるギリギリの線である四親等しか離れていない。2歳の時に事故で両親を失い祖父に養育されていたが、その祖父も12歳の時に亡くなり天涯孤独の身になってしまう。相続により中学生にして大地主となるも年少のため神奈の親が後見人となり、日常生活のため敷地の一部を利用し「さざなみ寮」が開設されることになる。このように家族に次々と先立たれてしまったことから、彼女は幼少期の思い出を殊のほか大事にする傾向がある。祖父の形見のMiniを後生大事に乗っていたのは、乗ること自体が彼女の最後の家族だった祖父を思い出す行為そのものだったし、幼い頃たびたびやってきた耕介との思い出も大切なものだった。そのため、神奈の後任に耕介が来たときは家族が帰ってきたかのように歓迎する。彼を一つ年下の頼れる男の子として美化し半ば恋愛感情に近い思いを抱いていたため、彼女を選択した場合は離れていた時間を埋めるかのように一気に恋愛関係へ進展するが、同時に従姉弟同士という関係からか耕介を諦めていた面もあり、彼が他の娘を選んでも一歩引いた所から見守るスタンスを崩さなかった。『とらハ2』の一部のシナリオで触れられるが、自らの経験から寂しい想いはさせたくないと、天涯孤独だったリスティを養子として引き取る。そして『とらハ3』直前に念願だった動物病院を開院するが、救える命を金銭的事情だけで見殺しにしたくないという理由で野生動物の治療については無料で引き受けている。この槙原動物病院の無料診察制度は原作版リリカルなのはの重要なキーポイントの一つであり、またアニメ版なのはでユーノを彼女が治療したのも、この設定の延長線上にある。
椎名 ゆうひ（しいな ゆうひ）
声：鳥居花音
誕生日 - 6月1日（ふたご座）、身長 - 172cm、体重 - 43kg、血液型 AB- 型、スリーサイズ - 87/57/89。
第2部で耕介が正管理人になってから入寮。天神音大の1回生で、ティオレ・クリステラ（『とらハ3』の主要人物であるフィアッセ・クリステラの母）に憧れ歌手になることを目指している。フィアッセや、『とらハ3』『リリカルおもちゃ箱』に登場するアイリーン・ノアは後輩にあたり、親友でもある。ピアノも歌も上手いが演歌も好きという一面もある。一見すると憂いを帯びた美人的な雰囲気を持つが、その実、生粋の関西人だからか非常に賑やかでノリがよく、さざなみ寮ではお笑い担当。外見や身体しか見ようとしない男にやや辟易しているが耕介とは気が合い、あっという間に親友になってしまう。バー「FOLX」で生ライブのバイトをしたところSAEKIレコード関係者の目に留まり、クリステラソングスクールに送り込まれる。そのため寮は実質1年で退寮するが大学は中退しておらず、日本とイギリスを往復する生活を送っていることから部屋はそのまま借り続けており、卒業しプロの歌手になった後もさざなみ寮は日本滞在時の拠点である。また喫茶店「翠屋」は大のお気に入りで、フィアッセを通じて経営者家族である『とらハ3』の高町家と顔馴染になる。
ティオレ門下に入った後も、校長やその娘などが日本語を解することも災いし、結局英語を覚えようともせず、イギリスでもノリとボディランゲージだけで意思疎通を図った猛者。その間、士郎が死んだテロのことで生きる気力を失い、異能力を暴発させていたフィアッセを勇気付け再び希望を与えたが、それにはリスティ入寮時の経験が役立っている。留学中に作曲した曲が評判を呼び「五月の雪」直前に歌手デビューするが、その際に安直ながら国際的に通用し覚えやすいとのティオレの意見でSEENAとの芸名を名乗る。「天使のソプラノ」の通り名で女の子の憧れの的となり、特に忍が彼女の大ファンであったりするが、にぎやかな性格は相変わらずで、ライブでも関西お笑い芸人風のトークを展開するためこうしたイメージをぶち壊すのではないかとフィアッセやアイリーンが心配するほど。なお、『とらハ2』の主要人物では唯一『とらハ3OVA』に登場するが、立ち絵のみで台詞が無いことから、通常はカウント対象外とされている。
仁村 真雪（にむら まゆき）
声：藤澤暁
誕生日 - 10月4日（てんびん座）、身長 - 159cm、体重 - 50kg、血液型 - B型、スリーサイズ - 94/62/98。
知佳の姉。新潟出身。若手の人気少女漫画家で、ペンネームは草薙まゆこ。旧姓草薙真雪。生活は不規則で部屋に篭もり気味、酒と煙草が手放せず偏食、運動不足と不健康を絵に描いたような国立海鳴大5年生。もとは日門草薙流という実家の剣道場の名取り予定者であったが、漫画家となり知佳を連れて家を飛び出す。べらんめえ調の男言葉でやや暴力的、趣味はセクハラ、さらに高校時代は超が付くほどの不良だった。しかし義侠心に厚い性格で、常に妹の知佳のことを第一に考えている。さらに非常事態に陥るとさざなみ寮における調停役をつとめ、耕介入寮時も中立の立場を貫いた。漫画家としては少女漫画だが「カッコイイ」漫画を描き、どんな酷い事になろうとも“必ずハッピーエンドにする”というポリシーを持つ。
そんな生活を送っていたため家族との折り合いは非常に悪く、漫画家になることを認めなかった父親に反発し、最後は知佳を連れ草薙家を飛び出した。その際、母方の姓である仁村に改姓し実家と絶縁している。しかし、そんな彼女も当初、知佳の異能力暴発には手を焼いた。かつてさざなみ寮南半分を妹が崩壊させてしまったことがあり、真雪は再建時に責任を取って自室と知佳の部屋を買い取った。その関係もあり、大学を卒業し漫画家専業となってからも寮で暮らすが、根が不精なだけに耕介のような人物がいないと真っ当に生活出来ないという事情もある。本来、名取り予定者の剣道家であったことから腕に覚えがあり、自らを天才と称する。その攻撃スタイルは多彩な剣技とスピードが持ち味（ただし『とらハ3』に登場する御神流には劣る）で、一撃必殺を旨とする薫に対し剣の道を捨てた今なお優勢を保つが、日頃の不摂生で5分しか体力が続かないため持久戦に持ち込まれると弱い（薫との勝負はかなりハードなものらしく、同じく喧嘩ばかりしている城島晶や鳳蓮飛が呆れるほど）。
仁村 知佳（にむら ちか）
声：西村ひな※DVD EDITIONでは日向裕羅と表記
誕生日 - 10月4日（てんびん座）、身長 - 147cm、体重 - 36kg、血液型 - O型、スリーサイズ - 65/47/71。
真雪の妹。新潟出身。旧姓草薙知佳。お嬢様学校・私立聖祥学園高校の1年生。お菓子作りとパソコンが趣味。高機能性遺伝子障害病（通称・HGS）という先天性の病気を患っており、その症状の一部として光の翼を持ち超能力を操る。今でこそ向日葵のような明るさを持つが、昔は異能力が周囲に疎まれ大変ひねくれていたらしい（真雪談）。耕介には最初から好意的で、姉の不精も相まって頼りになる兄が欲しかったこともあり、義兄妹の契りを交わして「お兄ちゃん」と呼び慕う。『とらハ2』における人気第1位。岡本みなみは同い年ということもあって仲がいい。趣味はお菓子作りで、特にチーズケーキはそこらの店よりも美味いと寮生が口をそろえる。
HGSとは本作品の時代より約20年前から散見されるようになったと言われる奇病の一つで、研究が進んでおらずよくわかっていないことが多い。HGS患者が保有する翼（フィン）の形質や能力は個人毎に異なっており、そのため各患者には研究上のコードナンバーが振られている。知佳のコードナンバーはTE-01、彼女の翼は「エンジェルブレス」と称される白い翼で、光をエネルギーとして取り込む事が可能。異能力はサイコキネシス、サイコバリア、テレパシー、物質転送、読心などがあり、知佳はこれらの能力のうち、物質転送が物を引き寄せる「アポート」しか出来ないことを除けばほぼ全てを扱うことが出来る上、発展途上というところが大きな特徴。子供の頃は特に読心能力ゆえに傷つくことが多く、能力の制御も出来ず感情のまま暴発することも多かったため、草薙家では土蔵に閉じこめられていた。姉である真雪が両親と喧嘩し家を飛び出す際、そんな知佳を不憫に思って密かに連れ出し現在に至っている。現在も暴走や暴発が起きない様に能力を押さえ込むために特殊なピアスを身に着け、かつ大量の服薬を余儀なくされている。公式にはその後こうした生まれを彼女自身自問した末、人命救助で異能力を生かすことを望み、平凡な幸せを願っていた姉の反対を押し切って海鳴の地を離れる。訓練の後、最終的にはカナダに渡り、エバーグレース・マギウス・ノア（アイリーンの祖母）が創設した国際救助隊に入隊する。そのため、本作以後の登場は少ない（本作以外でゲームに直接登場するのは、さざなみ寮を中心にした作品を除くと『とらハ外伝1』のみ）。
陣内 美緒（じんない みお）
声：夏野向日葵
誕生日 - 11月30日（いて座）、身長 - 118cm、体重 - 27kg、血液型 - B型。
私立山之瀬学院の小学3年生。初代管理人の啓吾が山から拾ってきた女の子で、なぜか猫耳と二股に分かれた尻尾を持つ。しかしそんなことは全く気にしておらず、まだ小学生ということもあり少年顔負けのバイタリティを持ち天真爛漫で元気一杯、さざなみ寮においては自他共に認める“破壊神”。動物と話が出来る能力を持ち、近辺の野良猫達の実質的なボス。語尾に「〜なのだ」と付ける独特の口調が特徴。当初は反耕介の急先鋒で追い出しにかかるが、子猫「小虎」を巡って和解してからはマブダチの関係となる。同級生の望とは親友の間柄。また、高町美由希とも同い年で、彼女が御神流の鍛錬を開始する前は一緒に遊んだ仲だった。
その風貌から妖怪猫又と考えられがちであるが、遺伝子構成の99.99％は人間と同じ。そのため投薬や輸血も一般の人間と同様に可能だが、効き目が悪いため騒動になりがち。残りの0.01％の部分になぜかネコの遺伝子が混ざりこんでいるために、異常な跳躍力や野生動物並みの嗅覚、そして動物との会話能力が発揮される。チーズ入りちくわや魚全般を好物とするのもネコの遺伝子の影響であろう。ただし霊的には不安定な存在のため霊感応などのトラブルが多く、薫たちに手を焼かせることも多い。性格的にも見た目そのままのお子様で、年相応にわがままだが、あまり深く考えない分、物事の本質を突いた発言をする事もある。彼女のシナリオにおいては、耕介に恋心を抱いてしまった美緒は当初はその思いを半ば意地になって否定していたが、親友の望もまた耕介に恋心を抱いてしまい、二人の間で気持が揺れ動く。そして大人になりたいと念じ続けたところ、霊的な不安定さ故に突然体だけ大人になってしまうが、心が子供のままなので深く傷ついてしまう。結局、耕介に本当に大人になるのを待ってもらう約束で一度だけ結ばれてから子供の体に戻る。遊んでばかりいたため学業成績は悪く、『とらハ3』の時代は3の面々のいる風芽丘でなく県立城西高校に進学。大学も一浪したとの設定があるものの、那美を介して3の主要人物とは親しい間柄である。この時代はツーリングが趣味で耕介のお下がりのバイクを乗り回していて、新車購入を夢見て特技を生かして駅前のペットショップ「フレンズ」でアルバイトをしている。明るく陽気な性格は昔と変わらないが、折に触れ晶やなのはが世話になるなど、耕介の好ましい影響を受け面倒見がよい性格に成長した。小学4年時に父親が結婚したことで、神奈は母親、耕介・愛・リスティとは従姉妹の関係となったが、今までの経緯もあってあまり血縁関係を意識している様子はない。
神咲 薫（かんざき かおる）
声：睦月里緒
誕生日 - 8月30日（おとめ座）、身長 - 158cm、体重 - 41kg、血液型 - A型、スリーサイズ - 78/58/81。
私立風芽丘高校の2年生。鹿児島出身。瞳とは同級生、『とらハ3』の神咲那美は妹。剣道部所属でその腕は全国レベル。ただし真雪と剣道で打ち合うと大抵負ける。実は退魔師で、実践剣術である「破魔真道剣術 神咲一灯流」当代伝承者。頑固で堅物、かつ生真面目な性格で、自堕落な真雪や気ままな美緒に対して風紀委員のように口やかましく叱りつけるため二人からは鬱陶しがられている。また、耕介入寮時も反対派。しかし、体が丈夫な方ではない上、ナイーブな性格の持ち主で、そんな自分を気遣ってくれる耕介の存在をいつしか認めてしまう。なお那美と異なり薩摩訛りが抜けていない。
神咲一灯流とは、那美のような鎮魂術もあるものの、本道は霊剣を用いた霊力波攻撃で悪霊を消滅させる特殊な剣術であり、高度な剣技と高い霊能力の二つを兼ね揃える必要がある。そのため母親が継承に失敗するなど後継者が育成しにくく、彼女はほぼ純粋培養に近い育てられ方をされた。久遠が引き起こした事件により結果として歴代最年少の当代となるが、一方で剣一筋に近い半生となってしまったことから、十六夜には人生経験の不足を心配されている。退魔師、そして当代としての責務から、仕事とあればどんな相手であれ斬り祓うが、反面、生真面目な性格もあって、退魔とは死んだ人間をもう一度殺す行為であり、殺人者と同じことをして金を貰い、のうのうと暮らしている自分は許されるものでないと仕事の度に悩み、心を痛め続けてきた。そうして思いつめていたためにこれまではほとんど笑うことが無く、ついには幼子の除霊を機に精神崩壊寸前にまで追い詰められてしまう。そんな彼女を心から心配して真正面から向き合い、そして退魔師としての仕事を肯定的に評価した上で神咲流の弟子にまでなった耕介の存在が、薫の性格を解きほぐす。高校卒業後は瞳とともに国立海鳴大に進学し、大学卒業後、那美と入れ違いに退寮し職業退魔師として全国を飛び回る生活を送ることとなる。しかし、実直かつナイーブな性格は相変わらずで、久遠の封が切れる際に海鳴で立ち会うが、再封印の自信がなかった彼女は泣きながら久遠の暗殺を謀ったものの、恭也に見つかり失敗する。結果的に那美がほぼ先例がなかった祟り落としを奇跡的に成功させ事なきを得たが、このことは薫自身も精神的に救われた格好になった。寮の風紀委員的な存在で耕介入寮も反対した彼女であるが、その一方で神奈の駆け落ちに対しては真っ先に賛成し、十六夜が耕介に恋をした時も彼女の自由に任せた。さらに自分と似たタイプの恭也を非常に高く評価しており、那美には恭也と結ばれることを期待するなど、身内の恋愛沙汰には寛容な態度を見せている。
十六夜（いざよい）
声：織田みづき（PC版） / 稲田麻美（とらハ2OVA、DVD EDITION）※OVA4・5巻、DVD EDITIONでは天川遥
誕生日 - 2月9日、身長 - 171cm、体重 - 600g（霊魂）・7.5kg（刀本体）、スリーサイズ - 98/62/95。
神咲家に代々受け継がれ、現在は薫が持つ神咲一灯流当代の証である破魔刀「霊剣・十六夜」にざっと400年は宿る精霊。長身で金髪碧眼だが視力はない。薫とは姉のような母のような関係で暖かく見守っている。元は通常の人間で、神咲一灯流初代により霊剣の精霊となったことは覚えているが、それ以前の記憶がない。霊体のため、空中を浮揚したり閉まっているドアや床を潜り抜けることが出来るが、ある程度の質量のものを持てるほどにまで実体化することも可能。また、治癒再生能力も持っており、寮の住民は少々のケガなら彼女に治してもらっている。のんびりした性格で趣味は将棋と日向ぼっこ。しょっちゅうふわふわと出歩いては事情を知らない人に幽霊扱い（実際幽霊のようなものではあるが）され驚かしてしまうため、年甲斐もなく落ち着きが無いと薫にたしなめられてもいる。
生前の名はイザベラ。約400年前の西欧出身で、両目が見えないことから家族に追われ、弟のシルヴィに匿われ日本に密航するが、生まれつき霊力が高かったことから魔物を呼び寄せてしまい姉弟そろって致命傷を負ってしまう。そうして瀕死のところを神咲家初代に見出され、命を落すことに変わりないのならせめて神咲に命を託すと自ら望んで霊剣へと封じられた。しかし、当人の納得ずくとは言えその製法は生きている人間を殺し剣に魂を封じるという忌まわしいもので、一部始終を見てしまったシルヴィは墓前に捧げられた共打刀に憑依、魔剣「御架月」として神咲家に対し怨恨を抱き続ける事となってしまい、412年ぶりに姉弟が対峙した時、お互いの目的をかけ殺しあう悲劇を招く。霊剣としての十六夜は、彼女自身の霊力と所持者の霊力が同調し威力を発揮する協働型で、弟剣の御架月は所持者の霊力を増幅する開放型。霊剣としての能力自体は御架月の方が上だが使用者の霊力消費が激しいという欠点もある。一方、姉剣の十六夜は使用者との相性が重要で、歴代の所持者は神咲家の人間であることが必須だった。そのため、耕介が彼女と結ばれた場合、養子として神咲家に入る結末を迎える。
岡本 みなみ（おかもと みなみ）
声：滝可南子（PC版） / 涼元里美（とらハ2OVA） / 大塚真桜（DVD EDTION）
誕生日 - 1月2日（やぎ座）、身長 - 151cm、体重 - 41kg、血液型 - A型、スリーサイズ - 69/50/70。
第2部より入寮。私立風芽丘高校の1年生。大阪生まれの関東育ち。バスケットボール部所属。小柄な体とは裏腹に、とてつもないパワー（ゆうひのピアノを一人で持ち上げた）と身体能力の持ち主。知佳とは同い年ということもあり馬が合う。バスケットで身長差のハンデに負けないための努力を怠らない。さざなみ寮に入寮した理由は「バスケのコートがあるから」。なお、『とらハ1』の主要メンバーとは同級生という関係で、彼女自身、どちらかと言うと耕介よりも1年時に同級だった相川真一郎の方に惹かれている。また鷹城唯子に負けず劣らずの大食らいで、2人で大食い大会に出たこともある。大学卒業後は大阪親日生命のプロバスケット選手となり退寮。
リスティ・C（シンクレア）・クロフォード → リスティ・槙原（リスティ・まきはら）
声：音乃菜摘
誕生日 - 1月21日、身長 - 143cm、体重 - 21.5kg、血液型 - 特殊、スリーサイズ - 53/40/60。
アメリカ国籍のフィンランド人。『とらハ2』では特定ルートの第3部で知佳の通う病院から預かって欲しいと頼まれ、さざなみ寮に入居する。銀髪でショートカットの美人だが知佳同様の異能力ゆえに心を閉ざしていた。当初はさざなみ寮の面々に対しても辛辣に当たっていたが、耕介や愛の意固地なまでの献身的態度もあってか、徐々に心を許していく。高校入学直前に養子として愛（ルートによっては耕介も）に引き取られて日本に帰化するが、今度は真雪の悪い影響を受けてしまい、『とらハ3』では妹のフィリス・矢沢をからかうなど、彼女同様に自由気ままで飄々とした性格に豹変してしまった（しかし、この傍若無人な態度などはシャイな性格の裏返しである）。サウンドステージにおいて、恭也と忍が恋愛関係になる際のキーパーソンでもある。
実は「劉機関」というチャイニーズマフィアがHGS能力の兵器転用を狙い、患者同士を人工授精して作った生体兵器。開発コードナンバーはLC-20。保有するフィンは昆虫状の3対の光の羽で、名称は「トライウィングス・オリジナル」、エネルギー源は体内の糖分。リスティはその最終試作機であり、いくつかあった試験体のなかで最も出力が高かったことを買われ、量産機であるフィリスとセルフィが作られることになる。「劉機関」にとってはあくまで実験体に過ぎないので開発コードであるエルシーと呼ぶが、本人はその名を極度に嫌い映画女優の名を採ってリスティ・シンクレア・クロフォードと自称する。 こうした経緯があったため当初は人間自体を蔑み、やたらと攻撃的な性格であったが、寮での経験から実験体としての生活に嫌気を感じ病院を脱走した際、耕介や愛が温かく迎えてくれた事で人の情を理解し、情操面が急激に改善して行く。やがて「劉機関」が量産機を完成させるや、リスティと知佳を捕獲するためフィリスとセルフィ（シェリー）が送り込まれるが、二人を返り討ちにして完全に自由の身となった。HGSとしての能力は登場する5人の中では最強。その出自から攻撃能力が高く、特に「サンダーブレイク」等の電撃系が得意。物質転送も5人中唯一人「テレポート」が可能で、槙原家に引き取られ風芽丘高校に通うようになると、通学にこれを常用したりもする。一方防御系の能力は不得手で、また再生能力に欠点を抱えメンテナンスにも時間と手間が知佳以上にかかる等の難点も抱えている。さざなみ寮に預けられたのは知佳の形質（安定性や光合成能力など）をコピーする裏の目的があったのだが、結果的にはリスティの能力が知佳にも伝わる事にもなった。また、なぜか動物に好かれる体質でもある。中学生であるにもかかわらず大学生以上の知能があり、流暢な日本語を操り好んでシャンソンを聴くなどかなりのインテリ。槙原家の養子となった後は社会訓練のため、風芽丘高校から学歴を積む。その後、能力を人助けに生かすことを志向して警察への就職を望むも、社会に出ることを急いだあまりに学歴を「短大」迄で打ち切ったことが祟り、探偵まがいのエージェントからキャリアを積む羽目になったが、テレパシーやサイコキネシスを活用して高い実績をあげ、最終的には特例で刑事に採用されている。『とらハ2OVA』では啓吾の協力者として登場。知佳のボディーガードを務めるうちに、知佳と親密な関係になる。知佳を襲ったシルバーレイ（フィリス）を倒すが、知佳の説得を受けて和解した。性格もゲーム本編に比べて穏やかになっているなど、設定が最も大きく異なっている。『とらハ2』より『とらハ3』でのニヒルな小悪魔ぶりが印象に残りやすく、彼女がヒロインではない『とらハ3』時代の方が人気が高い。
千堂 瞳（せんどう ひとみ）
声：日向裕羅
薫のクラスメート。詳細は『とらハ1』参照。耕介とは昔いろいろと事情のある幼馴染の関係。数年ぶりに再会した。とらハシリーズ中、複数作にまたがって攻略が可能な唯一のヒロインである。
井上 ななか（いのうえ ななか）
声：音乃菜摘
街で出会うバイトに明け暮れる少女。詳細は『とらハ1』参照。耕介が見かけるたびに違う仕事をしていることから興味を持ち、声をかけたことでさざなみ寮に出入りするようになる。瞳に憧れ、やがて風芽丘を受験することになる。

### サブキャラクター
藤田 望（ふじた のぞみ）
声：睦月理緒
美緒の親友。真一郎や恭也も贔屓にする、商店街のドラッグストアの娘。美緒とは逆に優等生で、性格も内気で極めて大人しく、しかも近眼で鈍臭い。それゆえ、いつも美緒に振り回され、トラブルに巻き込まれてばかりいる。しかし友人のためには夜半に一人で神社からさざなみ寮まで走ってくるなど、芯は強く情に篤い。また、ゲームとパソコンに強く、知佳とも馬があう。
一ノ瀬 神奈（いちのせ かんな）
声：稲田麻美※OVA4・5巻、DVD EDITIONでは天川遥と表記
耕介の叔母。さざなみ寮2代目管理人。旅行中の管理人代理として耕介に寮を任せ旅立つが、旅行先の香港で運命の男性（啓吾）と巡り合い、耕介を後任に仕立てて恋に走る。
佐伯 理恵（さえき りえ）
声：春野日和（DVD EDITIONのおまけシナリオ『とらハ外伝2』のみ）
ティオレやゆうひ、フィアッセやアイリーンと言ったクリステラ・ソングスクール関係者の日本におけるCD発売元であるSAEKIレコード会長の孫娘。知佳が私立聖祥学園高校で最初に作った友達で、また3年通じて同級生だった。性格は基本的に優しいが、お嬢様育ちなだけに、どこか常識外れな部分がある。しかし知佳の病気などの事情を知った上でもなお、変わらずに付き合いを続けるなど人を思いやるという点では自然体で出来ると真雪からの信頼は厚い。『とらハ2』本編ではセリフだけの非攻略キャラ。
陣内 啓吾（じんない けいご）
声：神城順一（OVAのみ）
美緒の養父でさざなみ寮の初代管理人。現在は仕事で香港に居住するが、さざなみ寮の住民は現地で何をしているのか誰も把握していない。なお、高町士郎（恭也・美由希・なのはの父）とは生前、同業者として知り合いだった。
表向きは国際不動産業者を名乗るが、実は世界最強にして非合法ぎりぎりの法の守護者・香港国際警防隊の副隊長で、本業をカモフラージュした方が動きやすいが故の装いである。しかし、子供である美緒などには冗談半分に「仕事はスパイ」等と嘯いてもいた。香港警防でのコードネームは樺一号。鋼鉄の短棍を二刀流のように操る武術家で、戦闘能力は御神流屈指の使い手である士郎、御神美沙斗兄妹とも互角。神奈の言う「運命の男性」とは実は彼のことである。
国見 隆弘（くにみ たかひろ）
声：無し
さざなみ寮生が行きつけのバー「FOLX」の雇われマスターで高身長の色男。「風芽丘の黒い風」と呼ばれた真雪の高校時代の不良仲間で、当時の通り名は「風芽丘の赤い嵐」。同年代の男ということで耕介とも仲が良く、長崎の実家のレストランにも行ったことがある。出番は多いが完全な脇役キャラ。
御架月（みかづき）
声：不明（ラブラブおもちゃ箱のみ）
破魔刀「霊剣・十六夜」の伴打刀に宿る霊。生前の名はシルビィ。イザベラ（十六夜）の弟で、姉を慕って家を追われたイザベラを匿い日本まで密航するが、ここで魔物に襲われ命を落とす。落命直前に姉が十六夜に封じる瞬間を見てしまい、神咲家に殺されたものと考え、墓前に供えられた伴打刀に憑依し400年間、復讐の機会を伺っていた。ある時、八束神社の神官に御架月が持ち込まれ、鑑定を依頼されたのを機に報復を開始。神咲家当代の薫を殺そうと使用者（シナリオによって異なる）を操るが、十六夜と共討ちになってしまう。この時、御架月の記憶が流れ込んだことで生前の記憶を取り戻した十六夜によって誤解が解け、怨恨が消滅したことで存在意義をなくした御架月は存在自体が消滅しかかったが、耕介の説得により彼に憑依することで消滅は免れた。以後の御架月はTV好きなど歳相応な部分を見せており、特に耕介や美緒に可愛がられていたが、神咲家2本目の霊剣として認められたことを機に、正式な霊剣としての修行を行うためDVD EDITIONのおまけシナリオ『とらハ外伝2』の頃から鹿児島に送られる。
神咲 和真（かんざき かずま）
声：関智一（サウンドステージのみ）
薫の弟で、那美の兄。鹿児島在住。姉や妹同様、やはり退魔師で、実践剣術である「破魔真道剣術 神咲一灯流」伝承者だが、剣の腕は姉を凌ぐ一方で霊力が劣ることから、将来的には剣道としての「神咲一刀流」を継ぐことになっている。シナリオによっては十六夜の由来調査のために登場する。
神咲 那美（かんざき なみ）
声：日向裕羅
薫の妹。詳細は『とらハ3』参照。この時代は小学生で鹿児島在住だが、『とらハ2OVA』では葉弓の引率でさざなみ寮を訪れており、帰るつもりだった楓を引き止める。
神咲 葉弓（かんざき はゆみ）
声：海原エレナ
薫・那美の又従姉で青森の「破魔真道弓術 神咲真鳴流」の当代。ミニシナリオ『猫たちの午後』と『とらハ2OVA』に登場する。退魔師だが、神咲一族の中でも特に呪詛落としに優れる。やや天然気味だが常識人で、薫と楓が対立した際、二人の橋渡しとしてお互いを諌める。なお、容姿も性格も現在では珍しい典型的な大和撫子で、とらハのヒロイン陣では最も出番に恵まれなかった割には根強い人気がある。
神咲 楓（かんざき かえで）
声：桐原真季（とらハ2OVA、DVD EDITIONのおまけシナリオ『とらハ外伝2』『とらハ外伝3』）
薫・那美の従姉妹。初出は『とらハ3』だが、本格的な初登場は『とらハ2OVA』から。「破魔真道剣術 神咲一灯流」の分派で京都に本拠を持つ「神咲楓月流」の後継者候補。一本気な性格で、久遠がらみで当代襲名が早まった薫や葉弓に対しある種の焦りを感じている。特に薫にいつまで経っても子供扱いされることに我慢ならず、何かにつけつっかかった挙句、騒動を引き起こしてしまう。しかし実際は薫に憧れの感情を抱いており、その薫に認められない焦りをつけ込まれて「祟り」に憑かれて、薫を襲う。その際、当時の薫から彼女が久遠を斬る覚悟を決めており、それを楓や那美に背負わせたくないという気持ちを知らされて正気に戻り、薫や葉弓、那美らと一緒に祟りを成仏させた。その後、私立聖祥学園高校に転入しさざなみ寮に居住後、『とらハ3』の頃に「神咲楓月流」の当代となる。『とらハ外伝2』では、まださざなみ寮で暮らしていないが、『とらハ2OVA』以来久々にさざなみ寮を訪れており、美緒の騒動に巻き込まれていく。
景浦 裕子（かげうら ゆうこ）
声：不明（DVD EDITIONのおまけシナリオ『とらハ外伝2』のみ）
県立城西高校の女子バスケ部主将で、みなみのライバル。『ラブラブおもちゃ箱』で初めて顔グラフィックが付けられる。
桂木 さとみ （かつらぎ さとみ）
声：無し
みなみの中学校時代の先輩で、バスケの師匠にあたる。
 高木 里香子（たかぎ りかこ）
声：柏田淳子（とらハ2OVAのみ）
風芽丘女子バスケ部のキャプテン。自分達の卒業後にバスケ部の中核となるみなみ達を厳しく指導している。
柳（やなぎ）
声：三ツ橋美枝（とらハ2OVAのみ）
滝（たき）
声：笹沼恵理（とらハ2OVAのみ）
朋子（ともこ）
声：梨本純奈（OVAのみ）
風芽丘女子バスケ部員。みなみの友人。
矢沢（やざわ）
声：無し
海鳴大学附属病院の医師で、知佳の担当医。本人の意思とは無関係に佐波田の行うリスティの人体実験に力を貸してしまった事を悔やみ、後にフィリスを引き取り養父となった。『とらハ3』時代のフィリスの性格は彼の影響を強く受けている。
ウォン
声：前川賢（OVAのみ）
香港国際警防隊の一員で、啓吾の同業者。
劉（りゅう）
声：富士爆発（OVAのみ）
海鳴大学付属病院所属を隠れ蓑にした、超能力開発の非合法組織「開発局」の大物幹部。超能力研究者の佐波田に命じ、リスティを利用して知佳の能力コピーを行おうとするなど、様々な悪業を引きおこす。後に香港国際警防部隊によって開発局もろとも滅ぼされた。

## スタッフ
- 企画・原案・シナリオ・キャラクターデザイン：都築真紀
- 作画：かっちん、川崎哲也、サトウシンヤ
- レイアウト：都築真紀、カワサキテツヤ
- 背景：Kazuhito・ハシモトシンイチ
- CG監修：Mine
- 音楽：しげ
- オリジナル版オープニング絵コンテ：目黒三吉
- DVD版オープニング制作：鈴乃音紫菜
- ディレクター：Osaku☆
- プロデューサー：KITA-P
- 企画・開発：ivory
- 発売・販売：JANIS

### 主題歌
PC版オープニング＆エンディングテーマ・OVA1〜3話エンディングテーマ『風に負けないハートのかたち』
作詞：都築真紀＆Yuka、作曲・編曲：かっちん、歌：西村ひな
DVD EDITION オープニング＆エンディングテーマ『風に負けないハートのかたち SS-MIX』
作詞：都築真紀＆Yuka、作曲：かっちん、編曲：安井歩、歌：日向裕羅（レコード：ディスカバリー・とらいあんぐるハート'S サウンドステージより）
PC版エンディングテーマ（ゆうひEDのみ）『Nameless melodies 〜だけどきみにおくるうた〜』
作詞：潮原由香、作曲・編曲：かっちん、歌：鳥居花音＆遊魚静
DVD EDITION エンディングテーマ（ゆうひEDのみ）『Nameless melodies 〜だけどきみにおくるうた〜 SS-MIX』
作詞：潮原由香、作曲：かっちん、編曲：安井歩、歌：鳥居花音
OVA5話エンディングテーマ『笑顔の季節』
作詞：都築真紀・潮原由香、作曲：happy soul man、編曲：安井歩、歌：鳥居花音＆日向裕羅
※OVA4話はエンディングテーマ無し

## ファンブック
- とらいあんぐるハート ビジュアルファンブック（ソフトバンクパブリッシング）
- とらいあんぐるハート キャラクターコレクション（ソフトバンクパブリッシング）

## OVA
『とらいあんぐるハート さざなみ女子寮』のタイトルで2000年から2002年にかけて全5巻が製作された。18禁。時期的にはゲーム本編と並行。要はゲームをそのまま映像化したものだが、1巻から2巻、3巻から5巻では雰囲気が大きく変わるのが特徴である。3巻以降は『とらハ3』本編の4年後を舞台にしたOVAに繋がるようバトルストーリーにシフトした展開となっており、3巻と4巻では神咲薫と神咲楓及び仁村知佳とリスティのレズビアン描写、5巻では仁村知佳の自慰行為のみで男女の性的描写は存在しない。一方で1巻から2巻は主人公である槙原耕介を通した各ヒロインキャラクターのプロモーションのような構成となっており、作品の主軸はバトル要素のない丁寧な日常描写を積み重ねられている。加えて1巻で槙原愛、2巻で椎名ゆうひと性的行為を行うなど原作の、とくにキャラクター像と辻褄が合わない部分も多い。その一方で、「さざなみ寮」という家族空間はアニメの表現方法を用いて描写されており、また神咲楓がさざなみ寮で暮らす経緯など原作と共通している設定も多少存在する。3巻以降からはシナリオライターの都築真紀がシナリオプロットとして関わっている。発売元はディスカバリー。2009年2月25日にはmilkyレーベルから全5話をまとめたThe Best版が発売されている。

### スタッフ
- 原作：JANIS、ivory、都築真紀
- キャラクター原案・プロット：都築真紀
- 脚本：水野健太郎 、妹尾哲也
- キャラクターデザイン：渡辺英樹 、鈴木竜、 朝起狼
- 絵コンテ：嵯峨敏 、石田暢、 周樹人
- 作画監督：渡辺英樹、泉川雅也、瀬川みずほ 、関口雅浩、鈴木竜、朝起狼、塩川貴史
- 美術監督：荒井和浩
- 撮影監督：大貫昌男
- 編集：岡安プロモーション
- 色彩設定：山本さち
- 音楽：佐野広明、西沢武
- アニメーション制作：ムーク
- プロデューサー：千葉博巳
- 監督：嵯峨敏、 石田暢

### サブタイトル
1. 〜春のさざなみ〜（2000年8月28日発売）
2. 〜夏のゆうひ〜（2001年1月12日発売）
3. 〜風薫る、秋〜（2001年8月24日発売）
4. 〜冬の誓い〜 前編（2002年1月11日発売）
5. 〜冬の誓い〜 後編（2002年4月26日発売）